# Calderari (famiglia)
I Calderari furono una nobile famiglia di Milano.

## Storia
Le origini della famiglia Calderari si fanno risalire ad un certo Bartolomeo, originario del borgo di Domaso, sul lago di Como. Un nipote omonimo ebbe due figli, Diamante e Andrea, che furono rispettivamente progenitori della linea marchionale e di quella comitale della famiglia. 
Discendente di Diamante fu Antonio, questore del Magistrato Ordinario a Milano e primo feudatario di Turano, sul quale ottenne l'11 settembre 1690 il titolo di marchese. Questi sposò la contessa Ippolita Corio dalla quale nacque Bartolomeo (m. 1732), Filippo Antonio, che come il padre fu questore del Magistrato Ordinario e conte di Paderno grazie ad un diploma imperiale datato 29 luglio 1716, e quattro figlie: Maria, sposò il marchese Mazenta, Virginia sposò il conte Della Porta, Laura sposò il conte Pecchio e Marianna sposò il conte Airoldi. Bartolomeo fu padre di Antonio, il quale sposò la marchesa Margherita Litta e dalla quale ebbe un altro Bartolomeo.
Il ramo comitale si sviluppò invece da Andrea un cui discendente, Giulio (1656-1724), fu senatore a Milano e divenne primo feudatario di Palazzolo col titolo di conte grazie al diploma datato 14 novembre 1686. Nel 1723 ottenne inoltre il feudo di Linarolo. Suo figlio Leonardo (m. 1736), sposò la nobile Camilla Mezzabarba dalla quale ebbe Giulio Cesare, il quale venne ammesso nel patriziato milanese. Il figlio di quest'ultimo, Leonardo, fu ciambellano imperiale, membro dei 60 decurioni di Milano e fu padre di Carlo.

## Albero genealogico
|                                                                      |                                                                      |                                                                                             |                                                                                             |                                                                           |                                                  |                                                                               |                                                                               |                                                    |                                           |                                           |                                                             |                                                                       |                                                                                |                                                                                |                                    |                                |                                |                   |                     |                     |                    |                    |
|                                                                      |                                                                      |                                                                                             |                                                                                             |                                                                           |                                                  |                                                                               |                                                                               |                                                    | Bartolomeo †1561 ?                        |                                           |                                                             |                                                                       |                                                                                |                                                                                |                                    |                                |                                |                   |                     |                     |                    |                    |
|                                                                      |                                                                      |                                                                                             |                                                                                             |                                                                           |                                                  |                                                                               |                                                                               |                                                    |                                           |                                           |                                                             |                                                                       |                                                                                |                                                                                |                                    |                                |                                |                   |                     |                     |                    |                    |
|                                                                      |                                                                      |                                                                                             |                                                                                             |                                                                           |                                                  |                                                                               |                                                                               |                                                    |                                           |                                           |                                                             |                                                                       |                                                                                |                                                                                |                                    |                                |                                |                   |                     |                     |                    |                    |
|                                                                      |                                                                      |                                                                                             |                                                                                             |                                                                           |                                                  | Diamante *? †? ?                                                              | Diamante *? †? ?                                                              |                                                    |                                           |                                           |                                                             |                                                                       | Andrea *? †? ?                                                                 | Andrea *? †? ?                                                                 |                                    |                                |                                |                   |                     |                     |                    |                    |
|                                                                      |                                                                      |                                                                                             |                                                                                             |                                                                           |                                                  |                                                                               |                                                                               |                                                    |                                           |                                           |                                                             |                                                                       |                                                                                |                                                                                |                                    |                                |                                |                   |                     |                     |                    |                    |
|                                                                      |                                                                      |                                                                                             |                                                                                             |                                                                           |                                                  |                                                                               |                                                                               |                                                    |                                           |                                           |                                                             |                                                                       |                                                                                |                                                                                |                                    |                                |                                |                   |                     |                     |                    |                    |
|                                                                      |                                                                      |                                                                                             |                                                                                             |                                                                           |                                                  | Giovanni Antonio *? †? Giulia Ghezzi                                          | Giovanni Antonio *? †? Giulia Ghezzi                                          |                                                    |                                           |                                           |                                                             |                                                                       | Bartolomeo *? †? ?                                                             | Bartolomeo *? †? ?                                                             |                                    |                                |                                |                   |                     |                     |                    |                    |
|                                                                      |                                                                      |                                                                                             |                                                                                             |                                                                           |                                                  |                                                                               |                                                                               |                                                    |                                           |                                           |                                                             |                                                                       |                                                                                |                                                                                |                                    |                                |                                |                   |                     |                     |                    |                    |
|                                                                      |                                                                      |                                                                                             |                                                                                             |                                                                           |                                                  |                                                                               |                                                                               |                                                    |                                           |                                           |                                                             |                                                                       |                                                                                |                                                                                |                                    |                                |                                |                   |                     |                     |                    |                    |
|                                                                      |                                                                      |                                                                                             |                                                                                             |                                                                           |                                                  | Bartolomeo †1683 Virginia Silva                                               | Bartolomeo †1683 Virginia Silva                                               |                                                    |                                           |                                           |                                                             |                                                                       | Leonardo *? †? ?                                                               | Leonardo *? †? ?                                                               |                                    |                                |                                |                   |                     |                     |                    |                    |
|                                                                      |                                                                      |                                                                                             |                                                                                             |                                                                           |                                                  |                                                                               |                                                                               |                                                    |                                           |                                           |                                                             |                                                                       |                                                                                |                                                                                |                                    |                                |                                |                   |                     |                     |                    |                    |
|                                                                      |                                                                      |                                                                                             |                                                                                             |                                                                           |                                                  |                                                                               |                                                                               |                                                    |                                           |                                           |                                                             |                                                                       |                                                                                |                                                                                |                                    |                                |                                |                   |                     |                     |                    |                    |
|                                                                      |                                                                      |                                                                                             |                                                                                             |                                                                           |                                                  | MARCHESI DI TURANO Filippo Antonio, I marchese di Turano *? †? Ippolita Corio | MARCHESI DI TURANO Filippo Antonio, I marchese di Turano *? †? Ippolita Corio |                                                    |                                           |                                           |                                                             |                                                                       | CONTI DI PALAZZOLO Giulio, I conte di Palazzolo *1656 †1724 Beatrice Landriani | CONTI DI PALAZZOLO Giulio, I conte di Palazzolo *1656 †1724 Beatrice Landriani |                                    |                                |                                |                   |                     |                     |                    |                    |
|                                                                      |                                                                      |                                                                                             |                                                                                             |                                                                           |                                                  |                                                                               |                                                                               |                                                    |                                           |                                           |                                                             |                                                                       |                                                                                |                                                                                |                                    |                                |                                |                   |                     |                     |                    |                    |
|                                                                      |                                                                      |                                                                                             |                                                                                             |                                                                           |                                                  |                                                                               |                                                                               |                                                    |                                           |                                           |                                                             |                                                                       |                                                                                |                                                                                |                                    |                                |                                |                   |                     |                     |                    |                    |
|                                                                      | Bartolomeo, II marchese di Turano †1732 Marianna Marliani            | Bartolomeo, II marchese di Turano †1732 Marianna Marliani                                   | Filippo Antonio, I conte di Paderno †1727 ?                                                 | Filippo Antonio, I conte di Paderno †1727 ?                               | Virginia *? †? Giovanni Della Porta              | Virginia *? †? Giovanni Della Porta                                           | Laura *? †? Giovanni Battista Pecchio Ghiringhelli                            | Laura *? †? Giovanni Battista Pecchio Ghiringhelli | Maria *? †? conte Mazenta                 | Maria *? †? conte Mazenta                 | Marianna *1687 †1732 Marcellino Airoldi, III conte di Lecco | Marianna *1687 †1732 Marcellino Airoldi, III conte di Lecco           | Leonardo, II conte di Palazzolo †1736 Camilla Mezzabarba                       | Leonardo, II conte di Palazzolo †1736 Camilla Mezzabarba                       |                                    |                                |                                |                   |                     |                     |                    |                    |
|                                                                      |                                                                      |                                                                                             |                                                                                             |                                                                           |                                                  |                                                                               |                                                                               |                                                    |                                           |                                           |                                                             |                                                                       |                                                                                |                                                                                |                                    |                                |                                |                   |                     |                     |                    |                    |
|                                                                      |                                                                      |                                                                                             |                                                                                             |                                                                           |                                                  |                                                                               |                                                                               |                                                    |                                           |                                           |                                                             |                                                                       |                                                                                |                                                                                |                                    |                                |                                |                   |                     |                     |                    |                    |
| Giovanna *1716 †1753 Antonio Borri, IV conte di Santo Stefano Ticino | Giovanna *1716 †1753 Antonio Borri, IV conte di Santo Stefano Ticino | Antonio, III marchese di Turano *1717 †1756 Margherita Litta Visconti Arese                 | Antonio, III marchese di Turano *1717 †1756 Margherita Litta Visconti Arese                 |                                                                           |                                                  |                                                                               |                                                                               |                                                    |                                           |                                           |                                                             |                                                                       | Giulio Cesare, III conte di Palazzolo *? †? Teresa Vimercati                   | Giulio Cesare, III conte di Palazzolo *? †? Teresa Vimercati                   |                                    |                                |                                |                   |                     |                     |                    |                    |
|                                                                      |                                                                      |                                                                                             |                                                                                             |                                                                           |                                                  |                                                                               |                                                                               |                                                    |                                           |                                           |                                                             |                                                                       |                                                                                |                                                                                |                                    |                                |                                |                   |                     |                     |                    |                    |
|                                                                      |                                                                      |                                                                                             |                                                                                             |                                                                           |                                                  |                                                                               |                                                                               |                                                    |                                           |                                           |                                                             |                                                                       |                                                                                |                                                                                |                                    |                                |                                |                   |                     |                     |                    |                    |
| Paola *1741 †1811 Egidio Gregorio Roma, IV marchese di Masate        | Paola *1741 †1811 Egidio Gregorio Roma, IV marchese di Masate        | Bartolomeo, IV marchese di Turano *1747 †1806 1.Teresa Blasco 2.Vittoria Peluso senza eredi | Bartolomeo, IV marchese di Turano *1747 †1806 1.Teresa Blasco 2.Vittoria Peluso senza eredi | Giulia *? †? Guido Gaetano Mazenta, III marchese                          | Giulia *? †? Guido Gaetano Mazenta, III marchese |                                                                               |                                                                               |                                                    |                                           |                                           |                                                             | Leonardo, IV conte di Palazzolo *? †? Maria Giuseppa Aliprandi Carena | Leonardo, IV conte di Palazzolo *? †? Maria Giuseppa Aliprandi Carena          | Giuseppe *1752 †1827 Teresa Vitali                                             | Giuseppe *1752 †1827 Teresa Vitali |                                |                                |                   |                     |                     |                    |                    |
|                                                                      |                                                                      |                                                                                             |                                                                                             |                                                                           |                                                  |                                                                               |                                                                               |                                                    |                                           |                                           |                                                             |                                                                       |                                                                                |                                                                                |                                    |                                |                                |                   |                     |                     |                    |                    |
|                                                                      |                                                                      |                                                                                             |                                                                                             |                                                                           |                                                  |                                                                               |                                                                               |                                                    |                                           |                                           |                                                             |                                                                       |                                                                                |                                                                                |                                    |                                |                                |                   |                     |                     |                    |                    |
|                                                                      |                                                                      |                                                                                             |                                                                                             |                                                                           |                                                  |                                                                               | Francesca *1784 †1834 Antonio Cucchi                                          | Francesca *1784 †1834 Antonio Cucchi               | Carlo, V conte di Palazzolo *1784 †1860 ? | Carlo, V conte di Palazzolo *1784 †1860 ? |                                                             |                                                                       |                                                                                |                                                                                |                                    |                                |                                | Ignazio *? †? ?   | Ignazio *? †? ?     |                     |                    |                    |
|                                                                      |                                                                      |                                                                                             |                                                                                             |                                                                           |                                                  |                                                                               |                                                                               |                                                    |                                           |                                           |                                                             |                                                                       |                                                                                |                                                                                |                                    |                                |                                |                   |                     |                     |                    |                    |
|                                                                      |                                                                      |                                                                                             |                                                                                             |                                                                           |                                                  |                                                                               |                                                                               |                                                    |                                           |                                           |                                                             |                                                                       |                                                                                |                                                                                |                                    |                                |                                |                   |                     |                     |                    |                    |
|                                                                      |                                                                      |                                                                                             | Ignazio, VI conte di Palazzolo *1854 †1934 ?                                                | Ignazio, VI conte di Palazzolo *1854 †1934 ?                              |                                                  |                                                                               |                                                                               |                                                    |                                           | Luigi *1861 †1917 ?                       | Luigi *1861 †1917 ?                                         | Guglielmo *1864 †? ?                                                  | Guglielmo *1864 †? ?                                                           | Maria *? †? ? Parravicini                                                      | Maria *? †? ? Parravicini          | Giulia *1872 †? Arnaldo Piazzi | Giulia *1872 †? Arnaldo Piazzi | Leonardo *? †? ?  | Leonardo *? †? ?    |                     |                    |                    |
|                                                                      |                                                                      |                                                                                             |                                                                                             |                                                                           |                                                  |                                                                               |                                                                               |                                                    |                                           |                                           |                                                             |                                                                       |                                                                                |                                                                                |                                    |                                |                                |                   |                     |                     |                    |                    |
|                                                                      |                                                                      |                                                                                             |                                                                                             |                                                                           |                                                  |                                                                               |                                                                               |                                                    |                                           |                                           |                                                             |                                                                       |                                                                                |                                                                                |                                    |                                |                                |                   |                     |                     |                    |                    |
|                                                                      |                                                                      |                                                                                             | Carlo Edoardo, VII conte di Palazzolo *1892 †1965 Isabella Townsend Drake                   | Carlo Edoardo, VII conte di Palazzolo *1892 †1965 Isabella Townsend Drake |                                                  |                                                                               |                                                                               |                                                    |                                           | Girolamo *1838 †1909 Giovanna Sala        | Girolamo *1838 †1909 Giovanna Sala                          | Leonardo *1914 †? ?                                                   | Leonardo *1914 †? ?                                                            |                                                                                | Marianna *1863 †1902 ?             | Marianna *1863 †1902 ?         | Teresa *1865 †? ?              | Teresa *1865 †? ? | Caterina *1866 †? ? | Caterina *1866 †? ? | Ignazio *1871 †? ? | Ignazio *1871 †? ? |
|                                                                      |                                                                      |                                                                                             |                                                                                             |                                                                           |                                                  |                                                                               |                                                                               |                                                    |                                           |                                           |                                                             |                                                                       |                                                                                |                                                                                |                                    |                                |                                |                   |                     |                     |                    |                    |
|                                                                      |                                                                      |                                                                                             |                                                                                             |                                                                           |                                                  |                                                                               |                                                                               |                                                    |                                           |                                           |                                                             |                                                                       |                                                                                |                                                                                |                                    |                                |                                |                   |                     |                     |                    |                    |
|                                                                      |                                                                      | Thomas Edward Richard *1921 †1995 ?                                                         | Thomas Edward Richard *1921 †1995 ?                                                         | Donald Kenneth *1925 †1945 ?                                              | Donald Kenneth *1925 †1945 ?                     | Luigi *? †? ?                                                                 | Luigi *? †? ?                                                                 | Alessandro *1879 †1917 ?                           | Alessandro *1879 †1917 ?                  | Leonardo *? †? ?                          | Leonardo *? †? ?                                            | Clara *1884 †1965 ? Cucavaz                                           | Clara *1884 †1965 ? Cucavaz                                                    | Giampietro *? †? ?                                                             | Giampietro *? †? ?                 |                                |                                |                   |                     |                     |                    |                    |
|                                                                      |                                                                      |                                                                                             |                                                                                             |                                                                           |                                                  |                                                                               |                                                                               |                                                    |                                           |                                           |                                                             |                                                                       |                                                                                |                                                                                |                                    |                                |                                |                   |                     |                     |                    |                    |
|                                                                      |                                                                      |                                                                                             |                                                                                             |                                                                           |                                                  |                                                                               |                                                                               |                                                    |                                           |                                           |                                                             |                                                                       |                                                                                |                                                                                |                                    |                                |                                |                   |                     |                     |                    |                    |
|                                                                      |                                                                      |                                                                                             | Alessandro *? †? ?                                                                          | Alessandro *? †? ?                                                        | Isabella *? †? ?                                 | Isabella *? †? ?                                                              | Palmira *? †? ?                                                               | Palmira *? †? ?                                    | Vincenza *? †? ?                          | Vincenza *? †? ?                          |                                                             |                                                                       |                                                                                |                                                                                |                                    |                                |                                |                   |                     |                     |                    |                    |